# Scrobipalpa ignotum
Scrobipalpa ignotum is een vlinder uit de familie van de tastermotten (Gelechiidae). De wetenschappelijke naam van de soort is voor het eerst geldig gepubliceerd in 1954 door Gregor & Povolny.